# Caliga

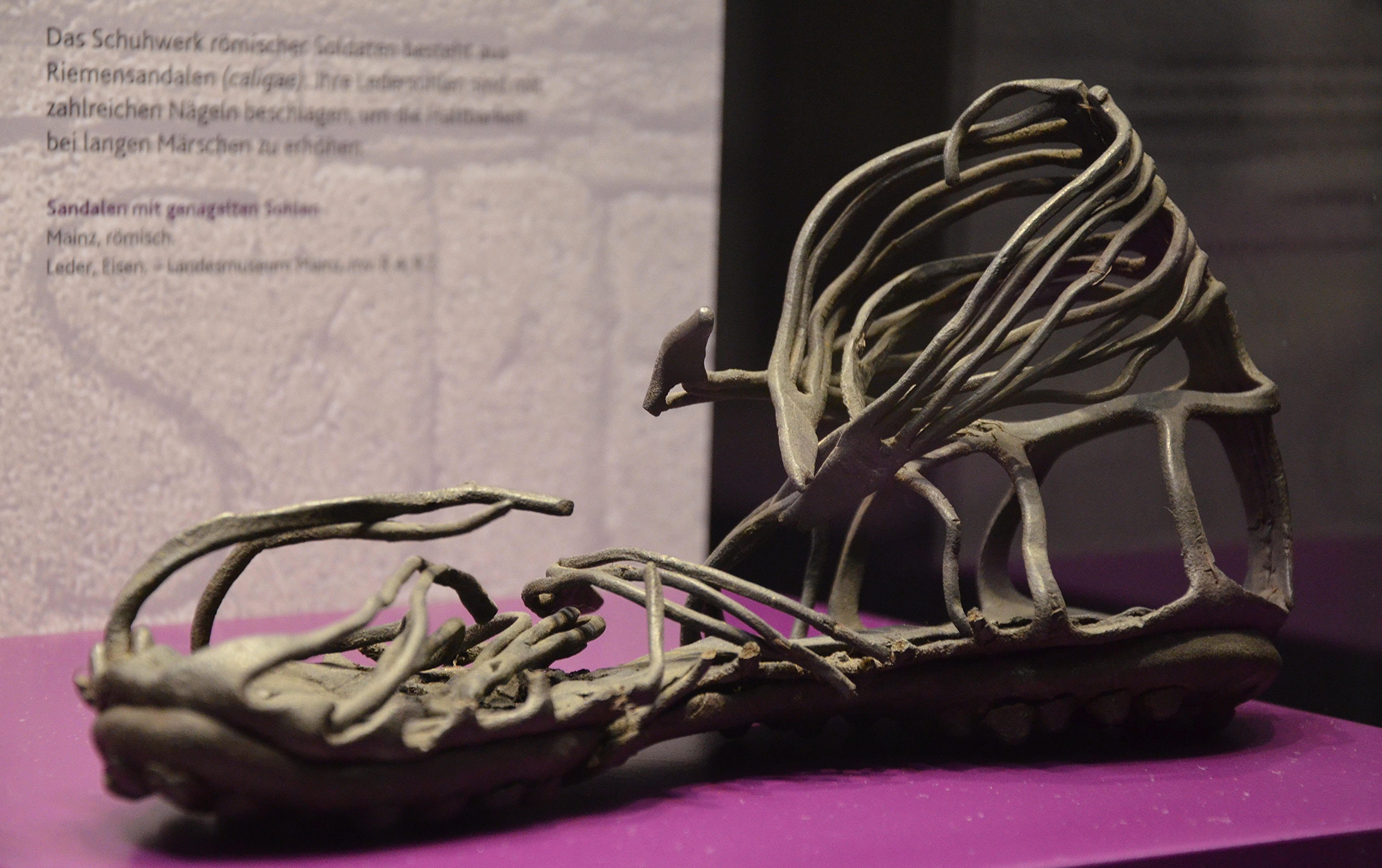
Caliga im Landesmuseum Mainz

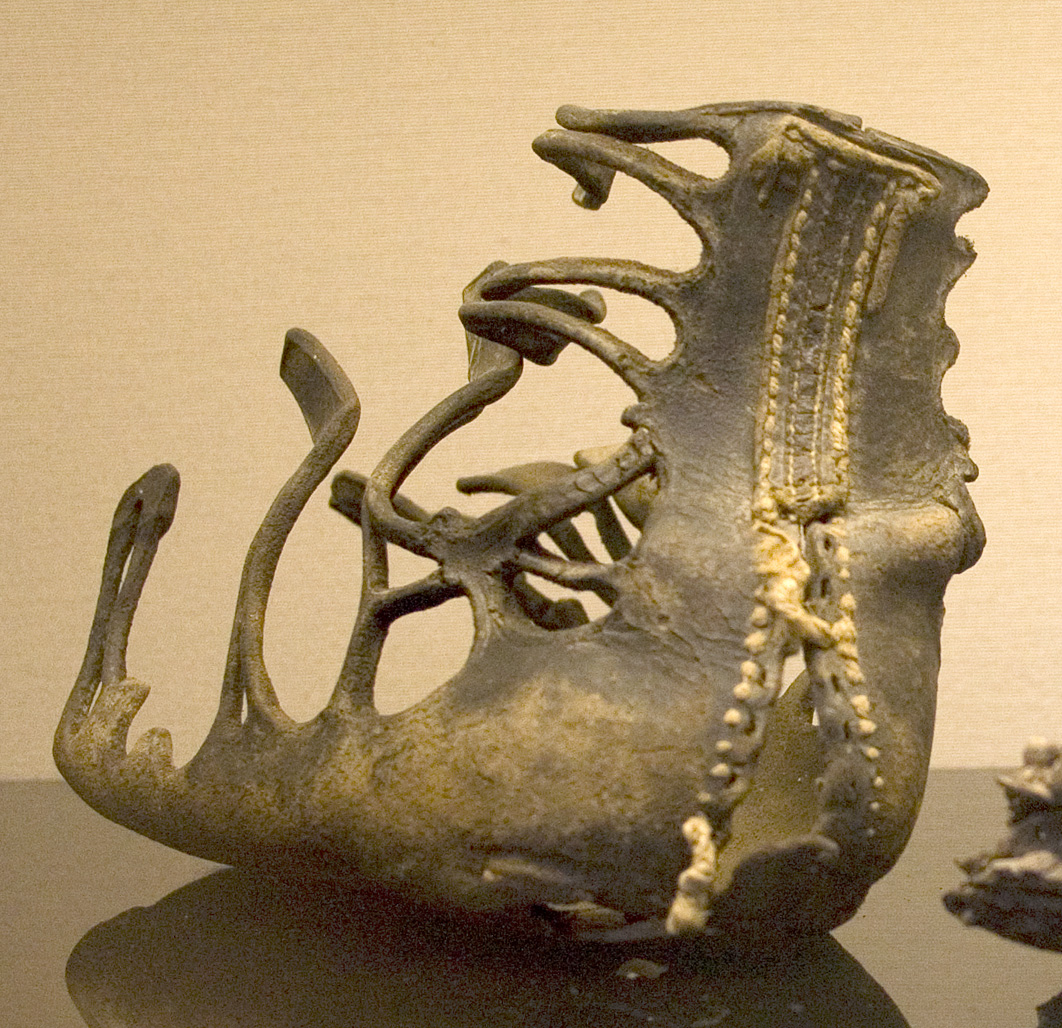
Ferse einer Caliga aus Qasr Ibrim im British Museum

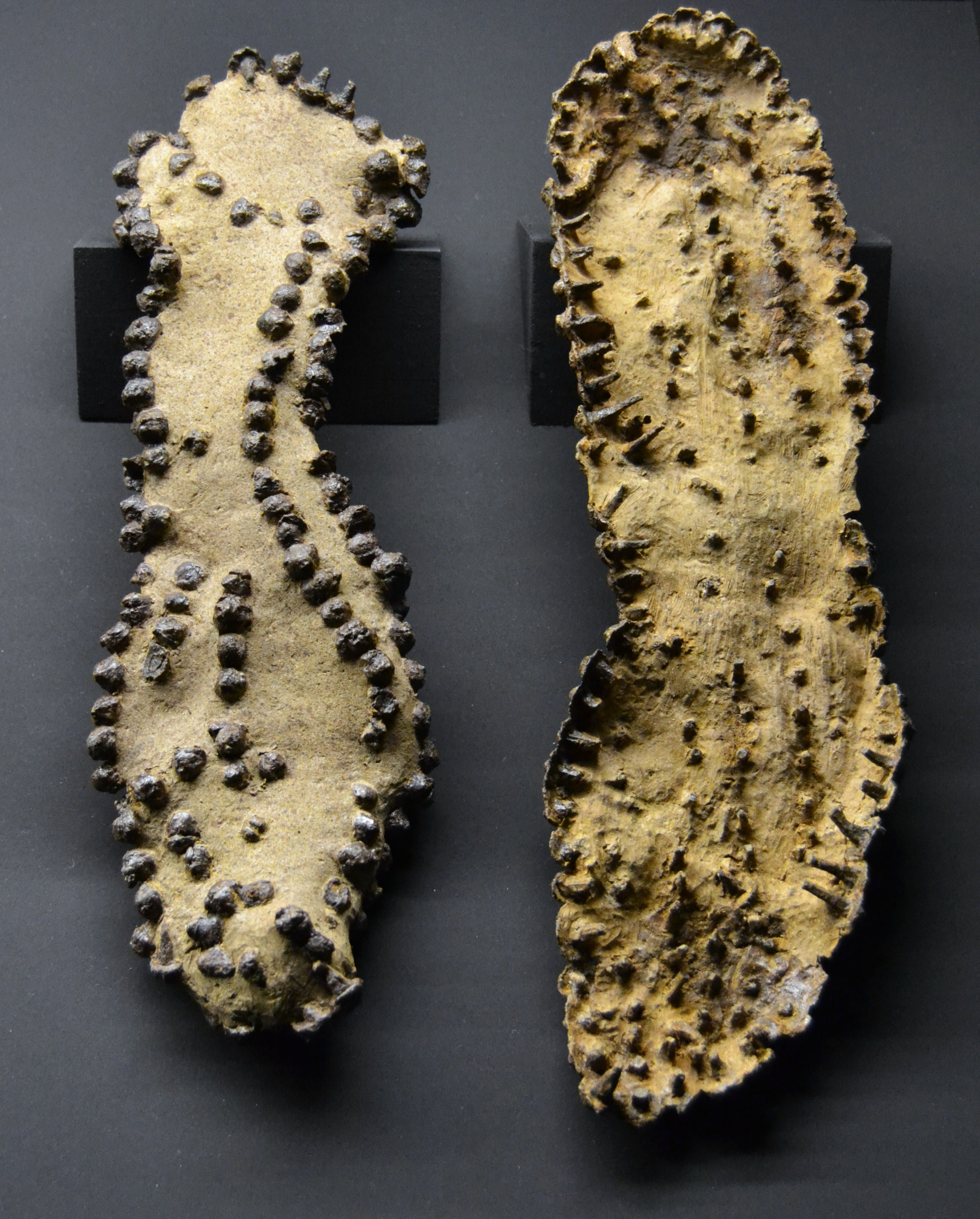
Ober- und Unterseite von Caligasohlen (Archäologisches Museum Alicante)

Die Caligae (Singular: Caliga) waren die Marschstiefel des römischen Militärs, die von der Römischen Republik bis in die hohe Römische Kaiserzeit von den Legionären getragen wurden. Caligae werden häufig als eine Art Sandale beschrieben, bestanden allerdings im Gegensatz zur typischen Sandale nicht aus einer mit Riemen am Fuß gehaltenen Sohle, sondern aus einem den Fuß fest umschließenden, vielfach durchbrochenen Oberschuh, der zusammen mit der obersten Lage der Sohle aus einem Stück gefertigt wurde. Die Herkunft der erstmals bei Cicero belegten Bezeichnung caliga ist ungeklärt, auch wenn verschiedene Vermutungen geäußert wurden. So vermutete Isidor von Sevilla, dass ihr Name abgeleitet von dem harten Leder (callus) sei oder von der Tatsache, dass sie gebunden wurden (ligare).
Das Wort bezeichnete auch allgemein einen bis an das Ende des Schienbeins reichenden Stiefel bzw. einen Halbstiefel, dessen Sohle bei gemeinen Leuten mit Nägeln beschlagen war. Im übertragenen Sinn stand es für den „Dienst eines gemeinen Soldaten“.

## Konstruktion
Das Oberleder der Caligae wurde aus einem Stück Leder gefertigt, dessen zentraler Bereich die oberste Schicht der Sohle bildete, welche von einem komplizierten System aus Laschen umgeben war. Dieses Muster wurde an der Ferse vernäht und über dem Fußrücken mit einem Riemen geschlossen, der durch die perforierten Enden der Laschen gezogen wurde. Die große Einheitlichkeit der gefundenen Caligae und die Tatsache, dass das Schnittmuster für das Oberleder eine effiziente Verwertung des Leders für mehrere Exemplare bei geringen Materialverlusten ermöglichte, lassen vermuten, dass die Schuhe für die Massenproduktion entworfen und möglicherweise nach ausgegebenen Vorlagen gefertigt wurden.
Die Sohle wurde durch zwei weitere Lagen Leder auf eine Gesamtdicke von etwa acht Millimetern verstärkt. Die Unterseite der Sohle wies kein Profil und keinen Absatz auf, war dafür aber mit 80 bis 90 Eisennägeln mit halbkugeligen Köpfen (clavi, Einzahl clavus) besetzt. Dazu wurde die eingeweichte Sohle auf einem Amboss fixiert und die Nägel wurden von der Unterseite her so eingeschlagen, dass sie sich beim Auftreffen auf den Amboss verbogen und die Sohle hakenartig zusammenhielten. Die clavi verstärkten dadurch die Sohle, schützten sie vor Abnutzung und waren so angeordnet, dass sie den Fuß ergonomisch unterstützten. Jeder Legionär erhielt nach einer gewissen Marschstrecke eine fixe Anzahl an Nägeln, die als „Ersatzteile“ verwendet wurden. Damit wurden die Caligae funktionstüchtig gehalten. Insgesamt wog ein Paar Caligae etwa 1300 Gramm.
Sueton erwähnt in seinen Kaiserviten eine caliga speculatoria, die von den Prätorianern getragen wurde. Da über diese Schuhe nichts weiter bekannt ist, haben manche moderne Autoren vermutet, dass es sich dabei um eine leichte Variante für Kundschafter (speculatores) gehandelt haben könnte, wofür es allerdings keine eindeutigen Hinweise gibt.

## Funde und antike Darstellungen
An Fundplätzen aus dem 1. Jahrhundert, insbesondere am Limes, wurden zahlreiche Caligae geborgen. Bei guten Bodenbedingungen sind sowohl ihre Leder- als auch ihre Metallbestandteile erhalten. Abdrücke der genagelten Sohlen sind auf Tonziegeln erhalten. Neben den Funden gibt es zahlreiche bildliche Darstellungen von Caligae, so zum Beispiel auf der Trajanssäule. Auf Grabmonumenten römischer Soldaten ist häufig der Grat, der durch das Schnüren der Caligae über dem Fußrücken entsteht, das einzige modellierte Element, während der Rest des Schuhs wahrscheinlich ursprünglich aufgemalt war und heute nicht erhalten ist.

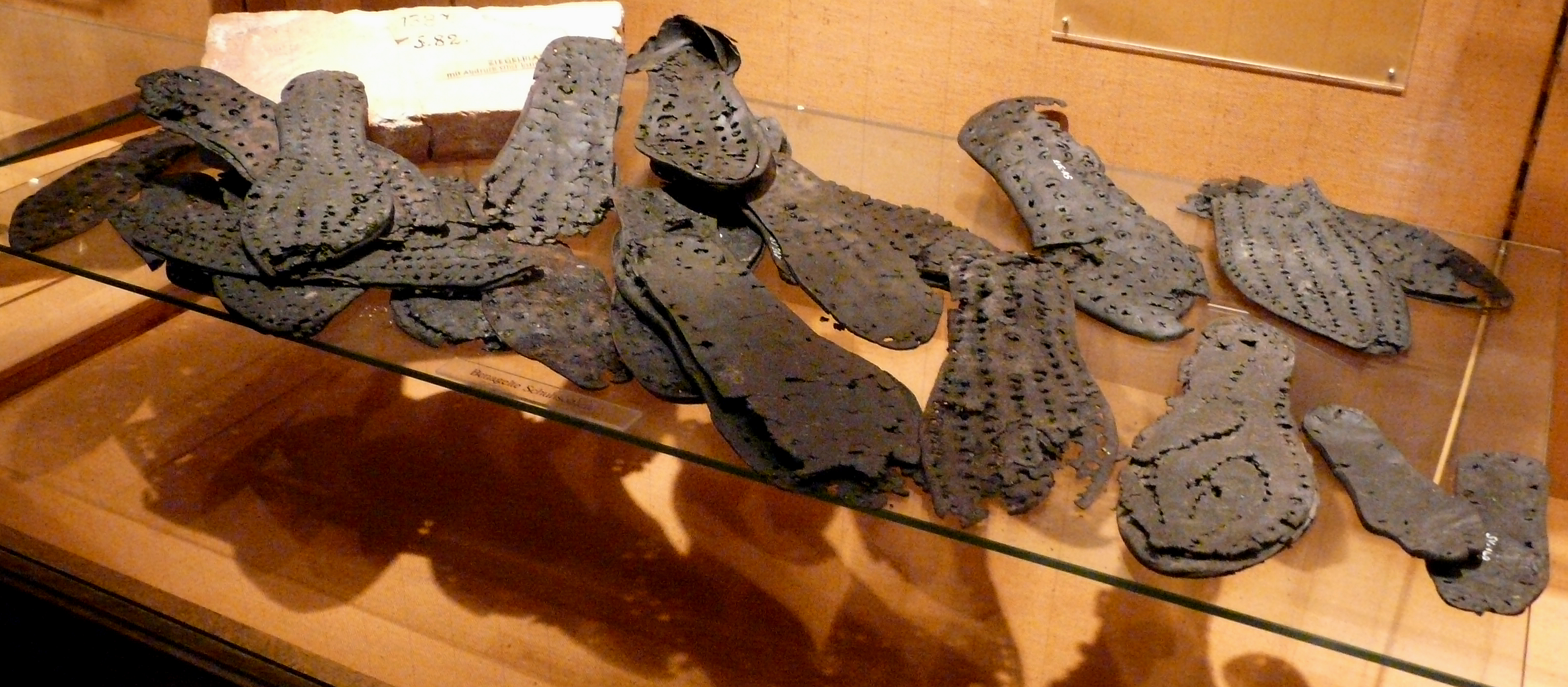
Sohlen von Caligae im Saalburgmuseum
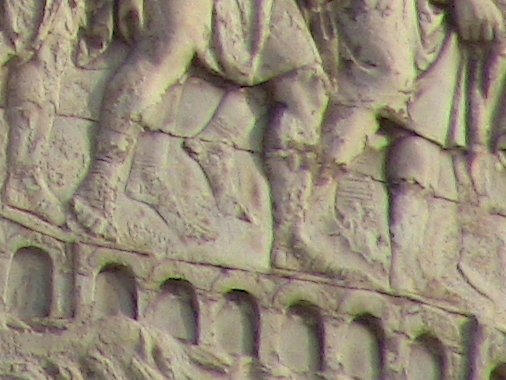
Caligae auf der Trajanssäule in Rom
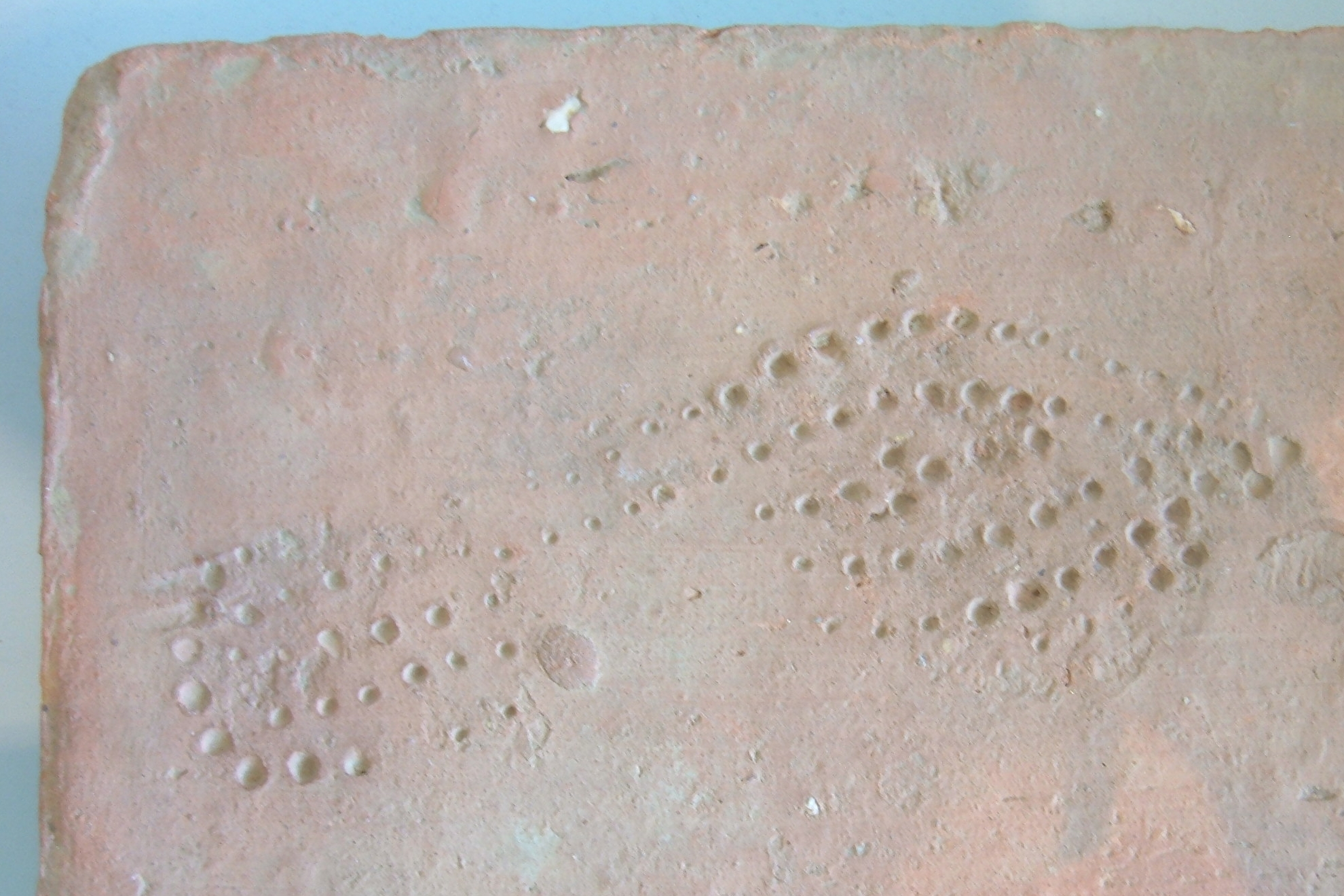
Abdruck der Sohlennägel einer Caliga auf einem Ziegel der Legio X Gemina (Museum Het Valkhof)
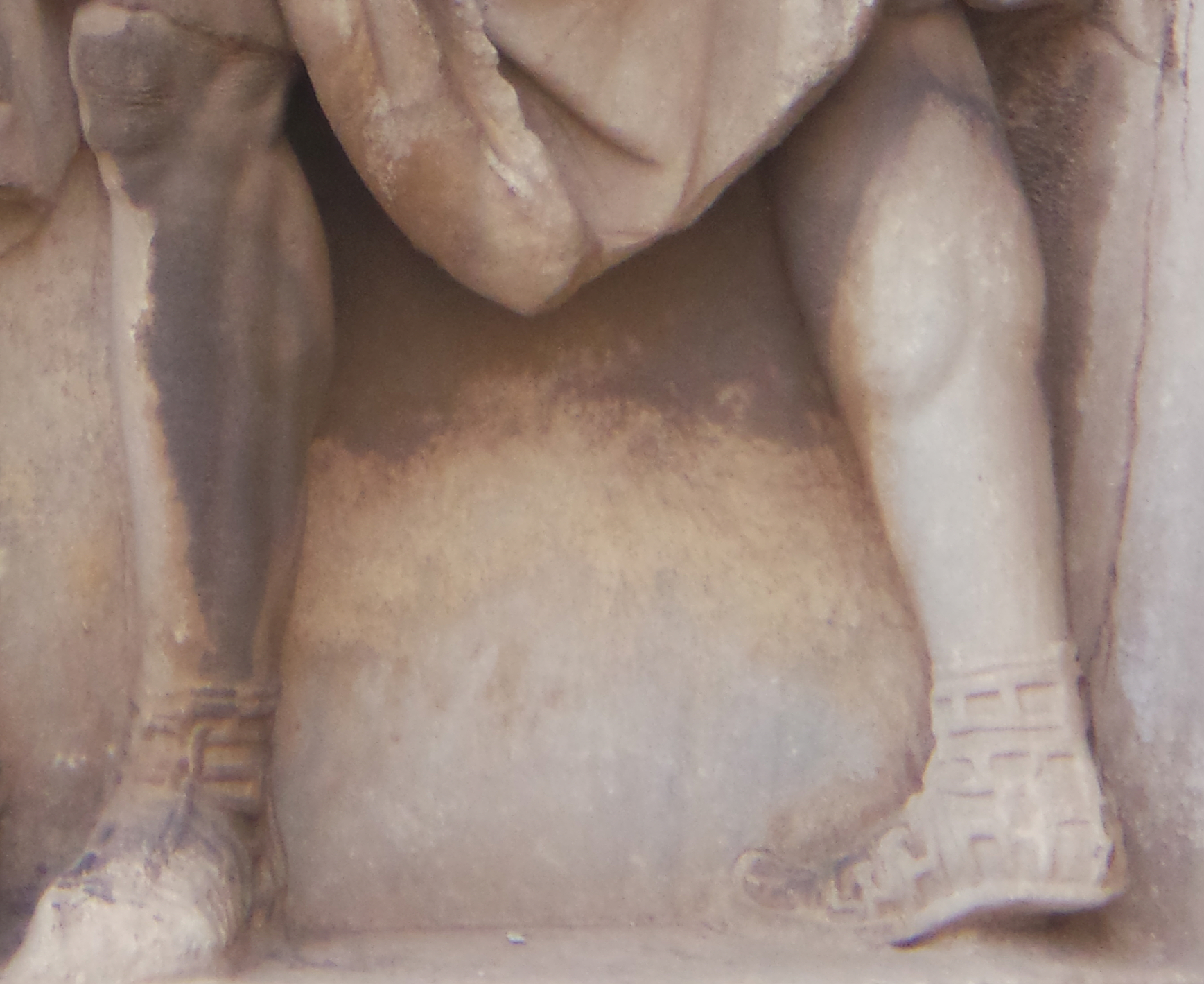
Caligae auf dem Septimius-Severus-Bogen in Rom
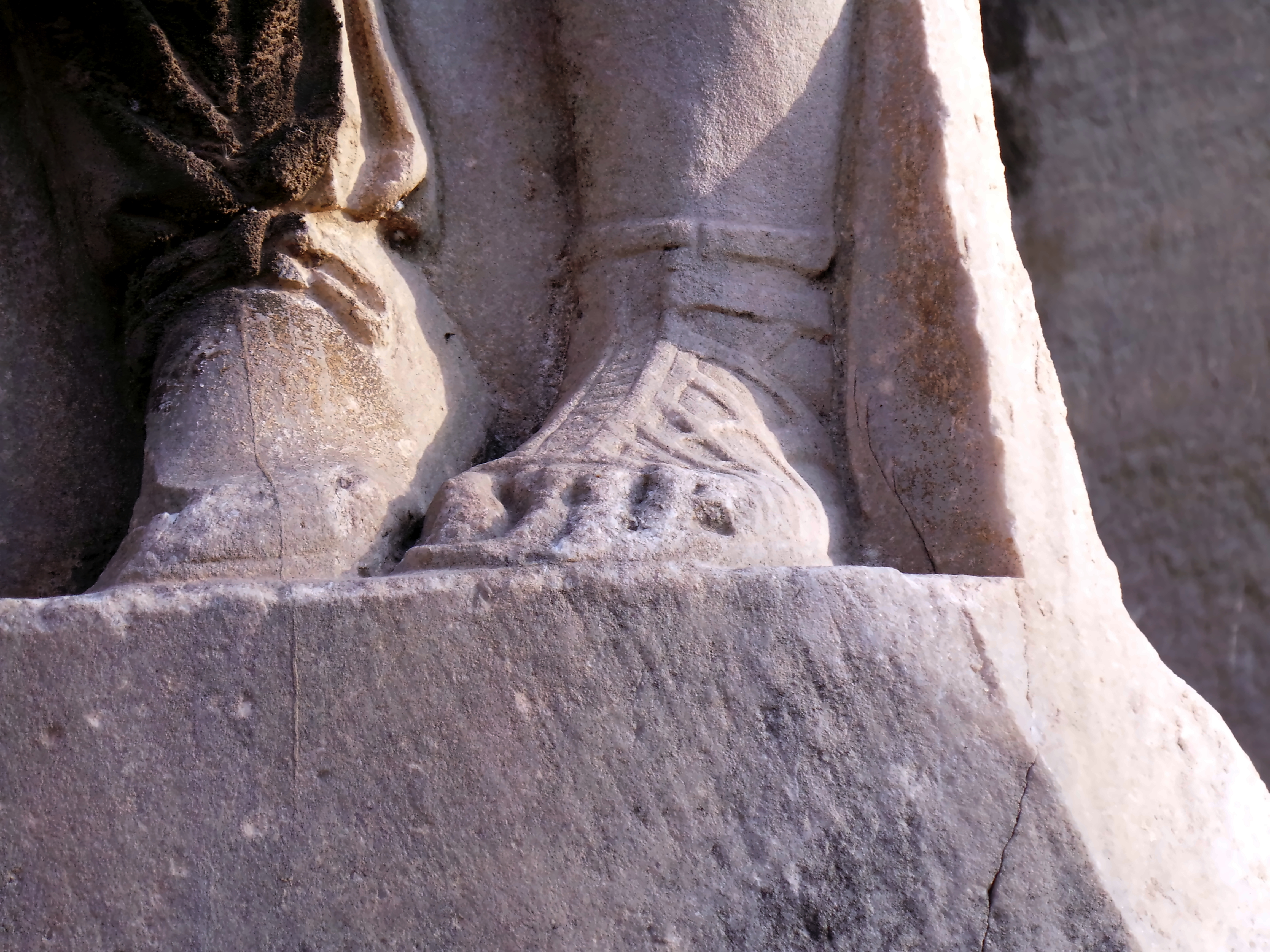
Caliga auf dem Septimius-Severus-Bogen in Rom. Hier ist der geschnürte Grat über dem Fußrücken erkennbar.
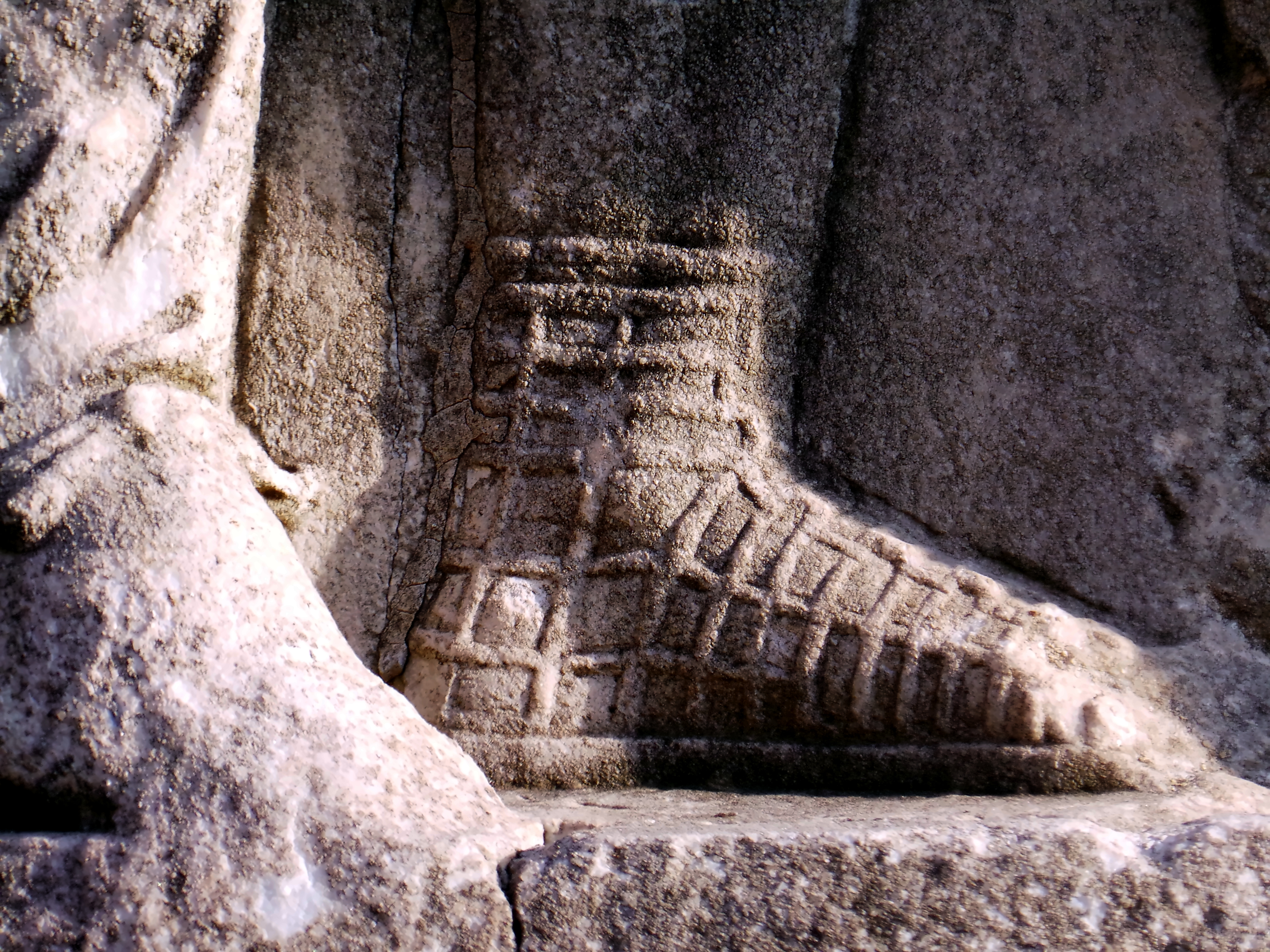
Caliga auf dem Septimius-Severus-Bogen in Rom (Nahaufnahme)
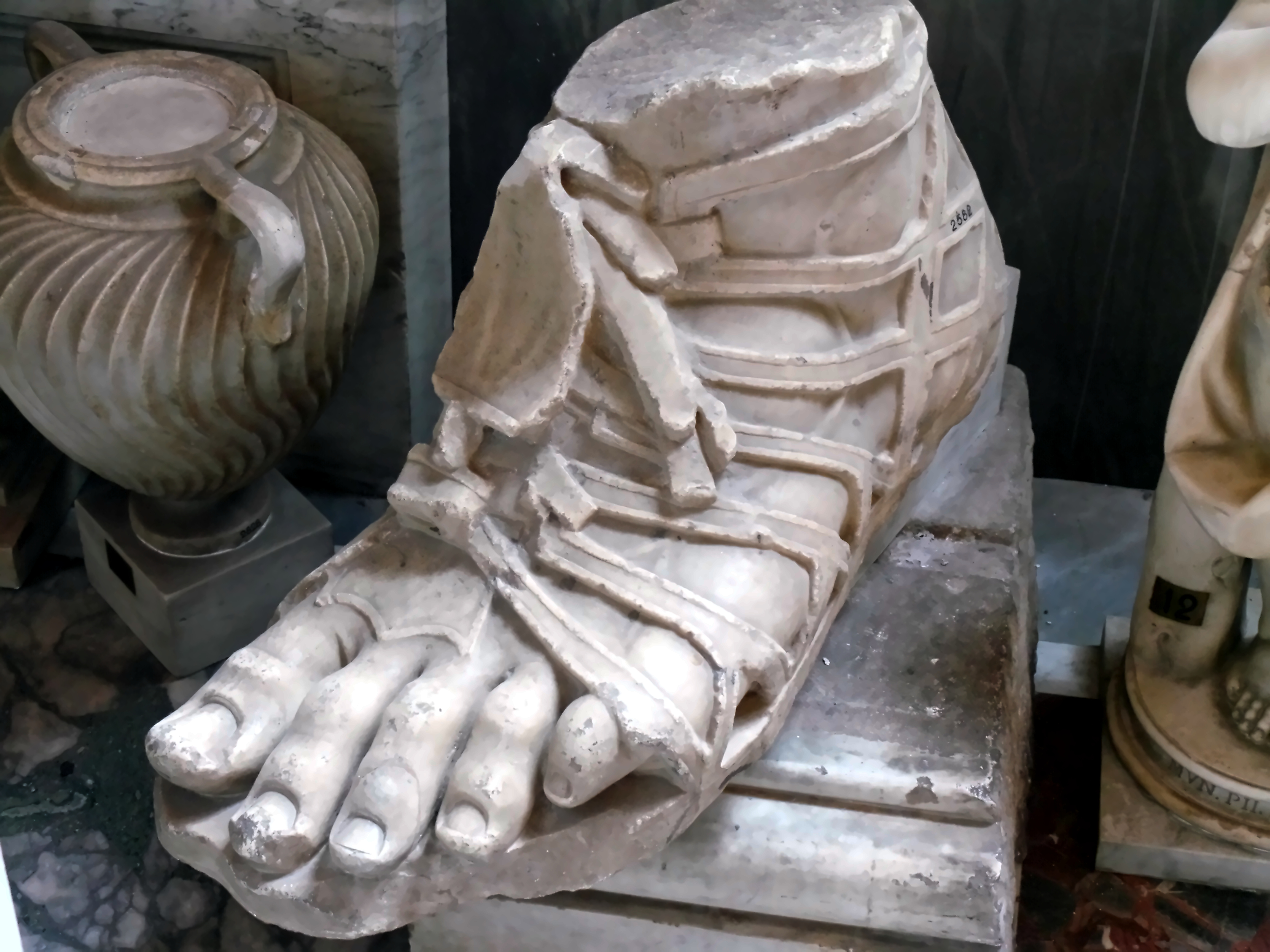
Fragment einer Statue aus den Vatikanischen Museen; der Fuß ist mit einer Sandale, eventuell mit einer Caliga beschuht
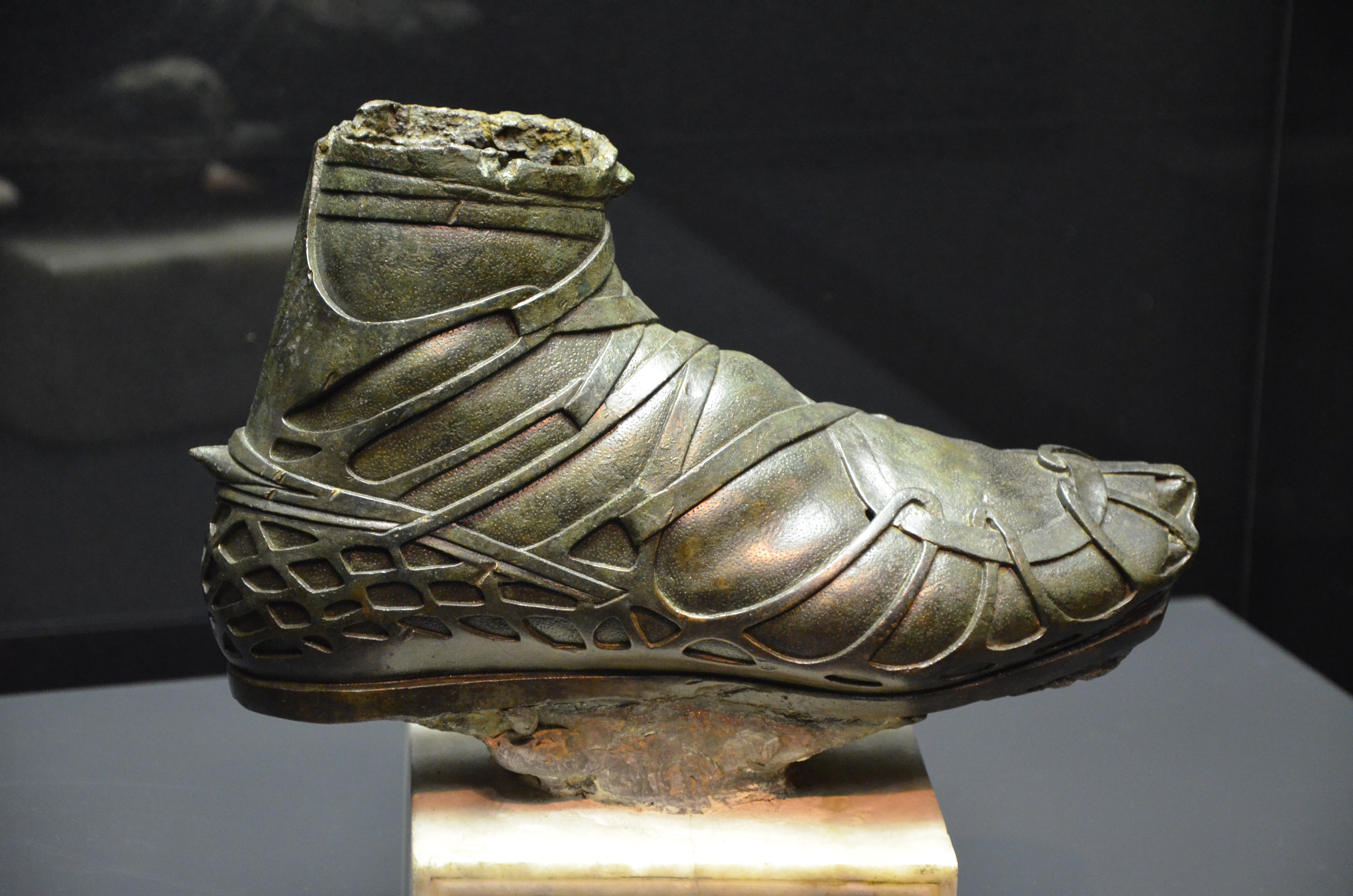
Fuß einer bronzenen Reiterstatue mit Caliga

## Einsatz

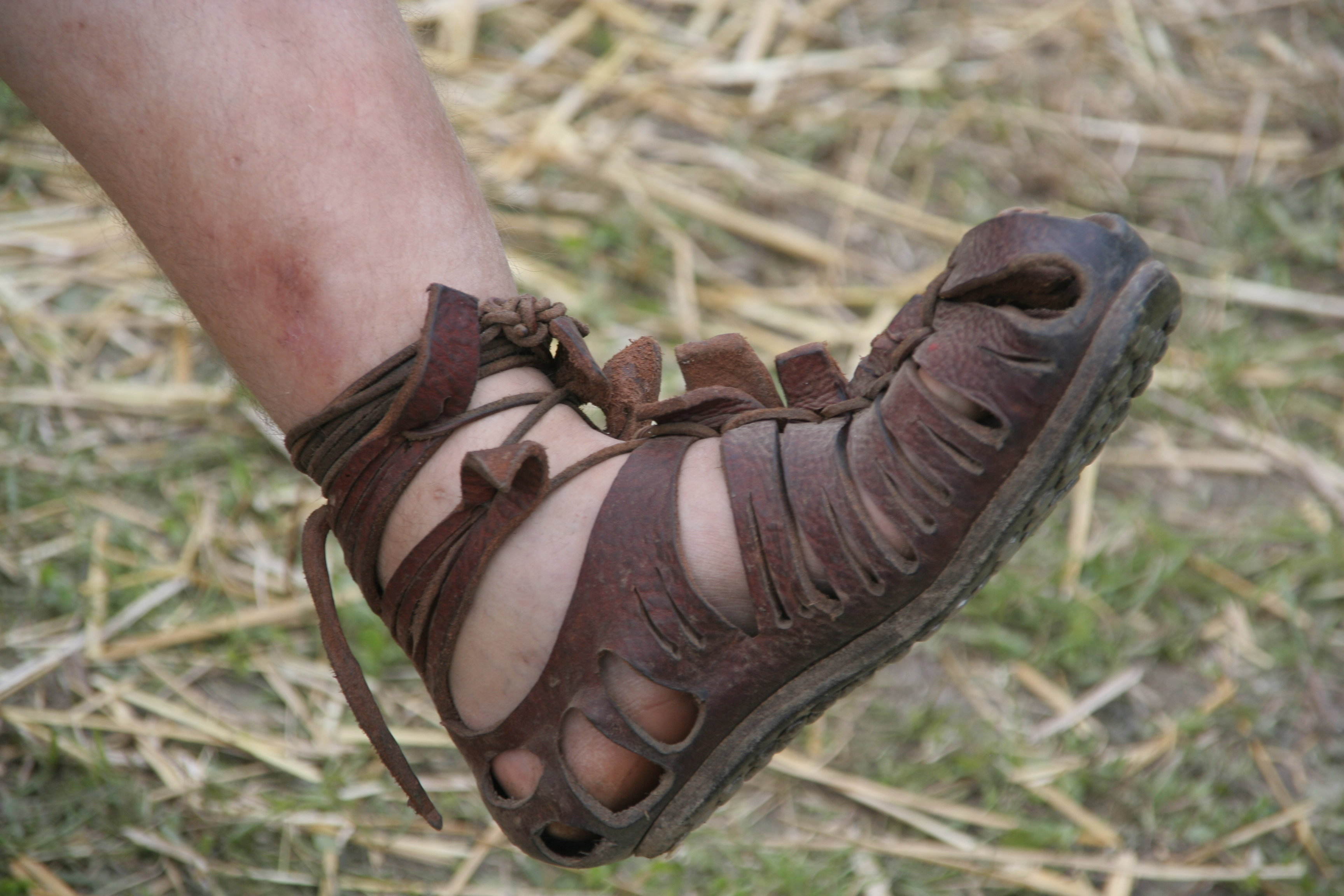
Rekonstruierte Caliga

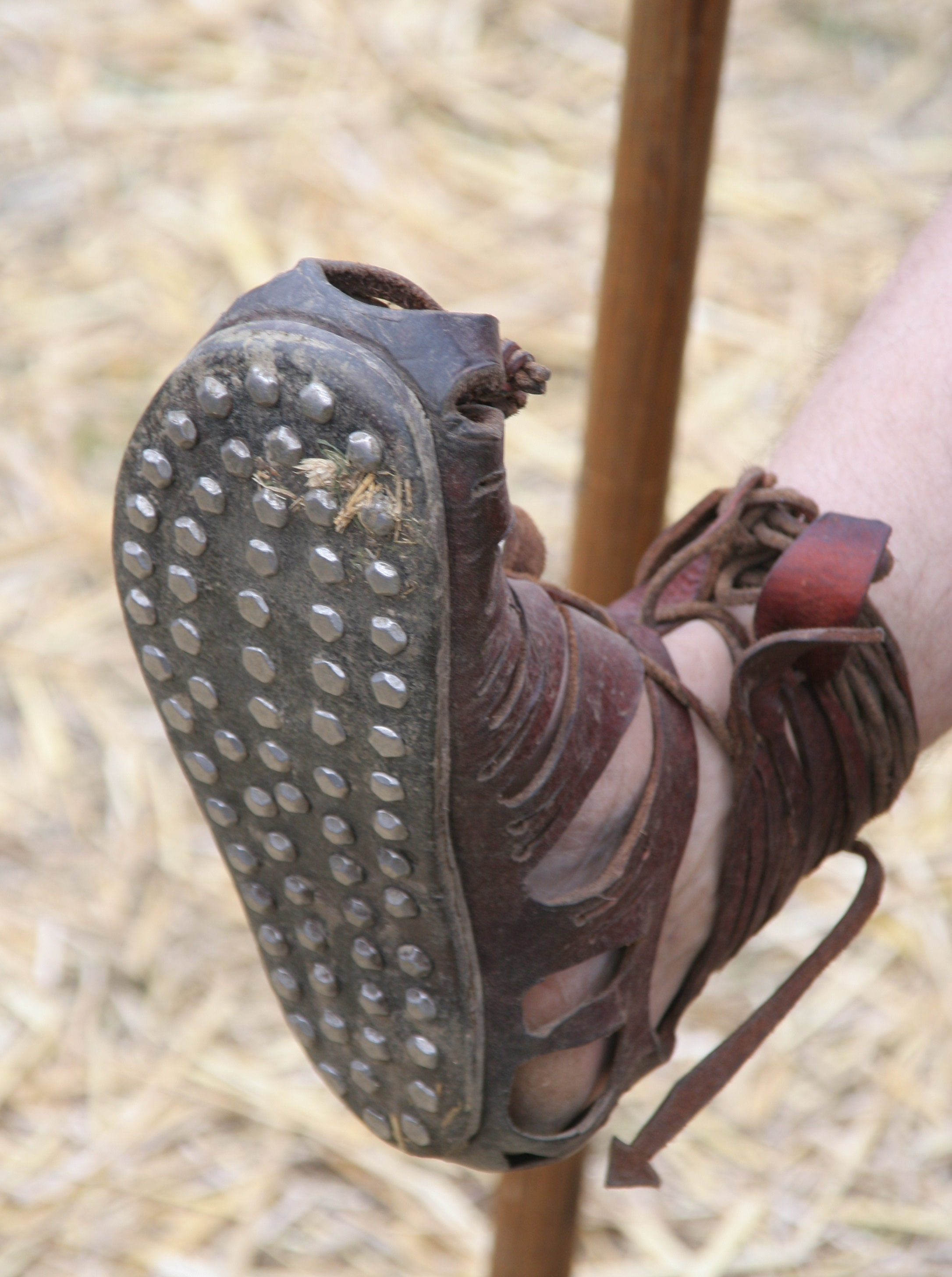
Sohle einer rekonstruierten Caliga

Caligae waren die Standard-Fußbekleidung für die Mannschaftsränge der Legionen sowie die höheren Ränge bis zum Centurio. Die Tribunen und Legaten trugen dagegen traditionelle, geschlossene Stiefel (Calceus). Neben den Legionären trugen auch die Fußtruppen und die Reiterei der Auxiliartruppen Caligae. In der römischen Kavallerie konnten die Caligae mit zusätzlichen Sporen ausgestattet sein. Gegen Ende des ersten Viertels des 2. Jahrhunderts scheinen die klassischen Caligae zumindest in den nördlichen Provinzen außer Mode geraten und durch geschlossene Schuhe ersetzt worden zu sein. Dies könnte eine Folge ihrer geringeren Eignung für kühleres Klima oder des aufwändigen Anlegens der Schuhe gewesen sein. So benötigte das korrekte Anlegen eines Caligae-Paars im Experiment drei bis vier Minuten.
Bei experimentalarchäologischen Versuchen erwiesen sich Caligae als robust und dem Fuß gut Halt gebend. Durch die Schnürung an der Vorderseite konnte die Caliga in gewissem Umfang an die Fußform und die Bedürfnisse des Trägers angepasst werden. Die offene Konstruktion erlaubt das Eindringen von Schmutz und Wasser, die den Schuh aber genauso leicht wieder verlassen können, während die gute Belüftung der Ansammlung von Schweiß und damit der Bildung von Blasen vorbeugte. Die Sohlennägel schützten zum einen die Ledersohle vor Abnutzung und gaben zum anderen, ähnlich wie die Stollen moderner Schuhe, auf weichem oder unebenem Boden festen Halt. Auf sehr hartem Boden schützten Caligae den Fuß allerdings nicht vor Erschütterungen, was teilweise durch eine angepasste Gehweise mit Aufsetzen der Zehenballen vor der Ferse kompensiert werden konnte. Auf hartem, glattem Boden bot die genagelte Sohle wenig Halt und barg die Gefahr des Ausrutschens. So beschreibt Flavius Josephus, wie der römische Zenturio Julianus während der Belagerung des Jerusalemer Tempels auf dem Boden ausglitt und anschließend von den jüdischen Aufständischen getötet werden konnte.
Während die Caligae den Fuß beim Marschieren ausreichend warm hielten, war beim Rasten oder Wachestehen, besonders in kaltem Klima, ein weiterer Schutz des Fußes durch Gamaschen oder Strümpfe notwendig. Solche Hilfsmittel sind zum Beispiel auf Relief A der Cancelleria-Reliefs dargestellt, ihr Gebrauch ist aus der antiken Literatur und aus Soldatenbriefen nachgewiesen. Für Kavalleristen war ein zusätzlicher Schutz besonders wünschenswert, da zum einen ihr weniger bewegter Fuß schneller fror, zum anderen das ungeschützte Schienbein beim Reiten empfindlicher für Verletzungen war.
Bei langen Märschen erhielten die Soldaten einen als clavarium bezeichneten Soldbonus, um verbrauchte Sohlennägel zu ersetzen. Je nach Qualität der Nägel und Beschaffenheit der Straßen war ein Satz Nägel nach 500 bis 1000 Kilometern verbraucht, wobei die Lebensdauer durch das Umsetzen stark abgenutzter Nägel an weniger belastete Stellen erhöht werden konnte. Die Schuhe selbst wurden wahrscheinlich selten repariert, sondern eher ersetzt, worauf neben den seltenen Funden geflickter Exemplare auch Dokumente hinweisen, die von drei Paar Schuhen pro Jahr für einen Soldaten berichten.
Neben dem Nutzen als Marschschuh diente die genagelte Sohle der Caligae wahrscheinlich auch dazu, die Wirkung von Tritten gegen das Schienbein des Gegners oder gegen gestürzte Gegner empfindlich zu verstärken.

## Kulturelle Rezeption

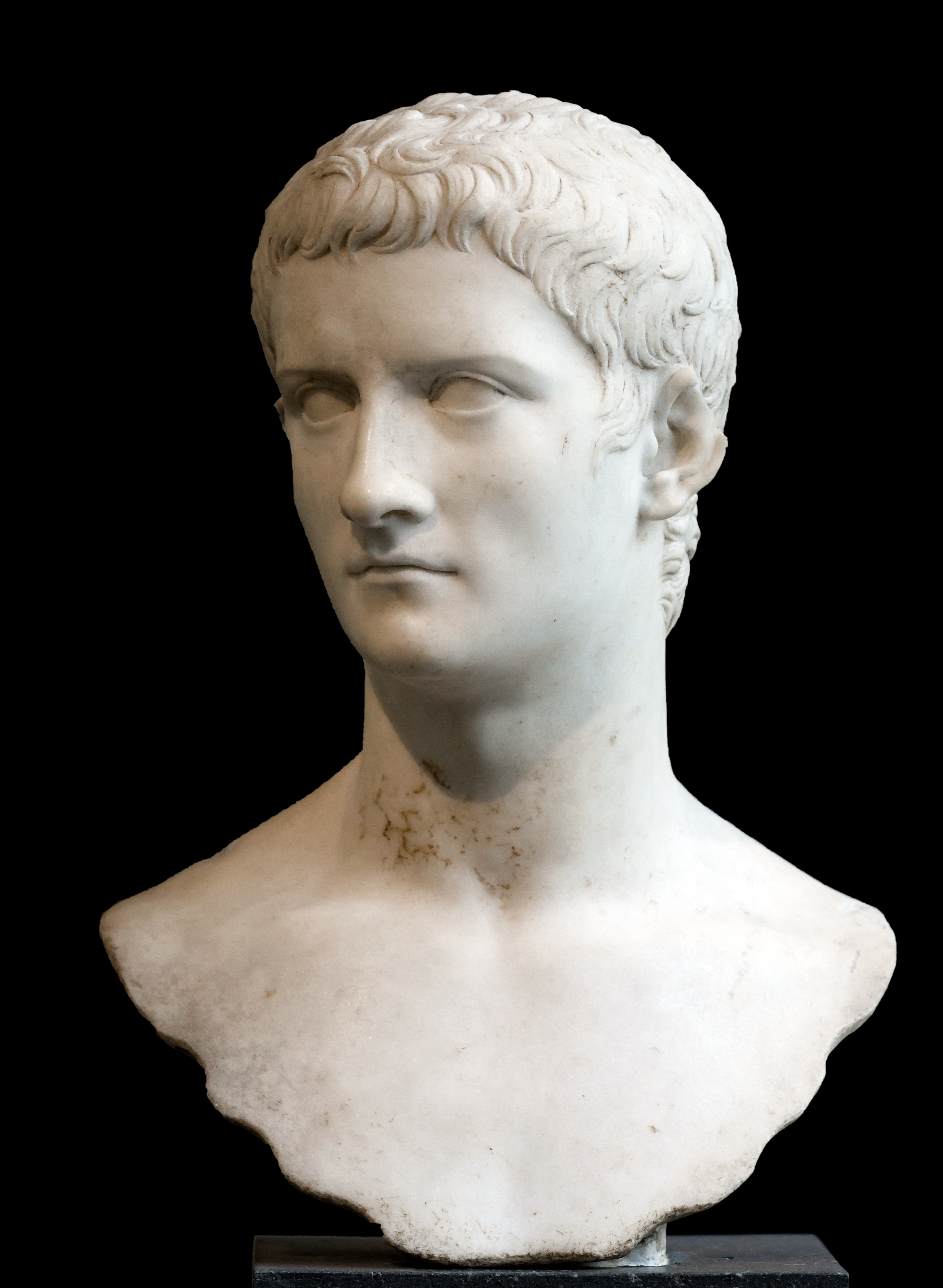
Büste des römischen Kaisers Gaius Caesar, bekannt als „Caligula“

Schon in der Antike wurden die Caligae als charakteristische Ausrüstungsstücke der römischen Soldaten wahrgenommen und verschiedene Begriffe, die sich auf den Militärdienst beziehen, greifen Caligae als Kennzeichen der Soldaten auf. So wurden die Mannschaftsränge als milites caligati bezeichnet und die aus ihnen hervorgehenden höheren Ränge als milites ex caliga. Juvenal charakterisiert in seiner dritten Satire unter den verschiedenen Menschen, denen er in Rom begegnet, Soldaten durch ihre genagelten Sohlen und beschreibt hier und später, wenn er vom Militärdienst spricht, den schmerzhaften Kontakt mit den genagelten Sohlen von Soldaten. In einer Szene des Romans Satyricon von Titus Petronius Arbiter versucht der Erzähler sich als Soldat auszugeben, verrät sich aber durch seine weißen Schuhe. Caligae sind auch der Ursprung des Spitznamens „Caligula“ (‚kleiner Soldatenschuh, Soldatenstiefelchen‘, also kleine Caliga) des römischen Kaisers Gaius Caesar, der auf dessen Kindheit im Feldlager seines Vaters Germanicus anspielt, wo der Junge eine für ihn angefertigte Miniaturausführung der regulären Soldatenkleidung getragen haben soll. Auch später soll er nach Sueton bevorzugt die caliga speculatoria der Prätorianer getragen haben.
Spätestens im 4. Jahrhundert scheint man unter caligae nicht mehr ausschließlich die klassischen Militärstiefel verstanden zu haben, denn im Höchstpreisedikt des Kaisers Diokletian sind unter dieser Bezeichnung Schuhe ohne Nägel für Bauern und Maultiertreiber mit einem Höchstpreis von 120 Denarii und ebenfalls ungenagelte Schuhe für Soldaten mit 100 Denarii aufgeführt. Ob diese Schuhe sonst wie die klassischen Caligae konstruiert waren, ist unbekannt. Der Begriff caliga taucht auch in mittelalterlichen Texten wie den Bekleidungsregeln für Mönche auf, allerdings kann hier schon eine weitere Bedeutungsänderung stattgefunden haben, so dass oft unklar ist, ob damit eine Fußbekleidung oder Formen von Unterbekleidung gemeint sind. Später werden als caligae die Strümpfe bezeichnet, welche zusammen mit Pontifikalschuhen die Fußbekleidung von Bischöfen und Äbten beim Pontifikalamt bildeten.
Im 20. Jahrhundert wurden die Caligae als charakteristisches Merkmal in der Antike spielender Historienfilme wahrgenommen, was sich in der Gattungsbezeichnung „Sandalenfilm“ (auch englisch: sword-and-sandal und italienisch: sandaloni) niederschlägt. Dabei treten Caligae auch anachronistisch in Epochen und Regionen auf, in denen sie nicht getragen wurden, so zum Beispiel bei den historisch barfuß kämpfenden spartanischen Hopliten in Der Löwe von Sparta (The 300 Spartans) von 1960. In Anlehnung an die antiken Caligae werden auch verschiedene Ausführungen moderner Sandalen als „Römersandale“ bezeichnet, diese sind allerdings in der Bauweise mit antiken Caligae nicht vergleichbar.